# Istoria unei lumânări

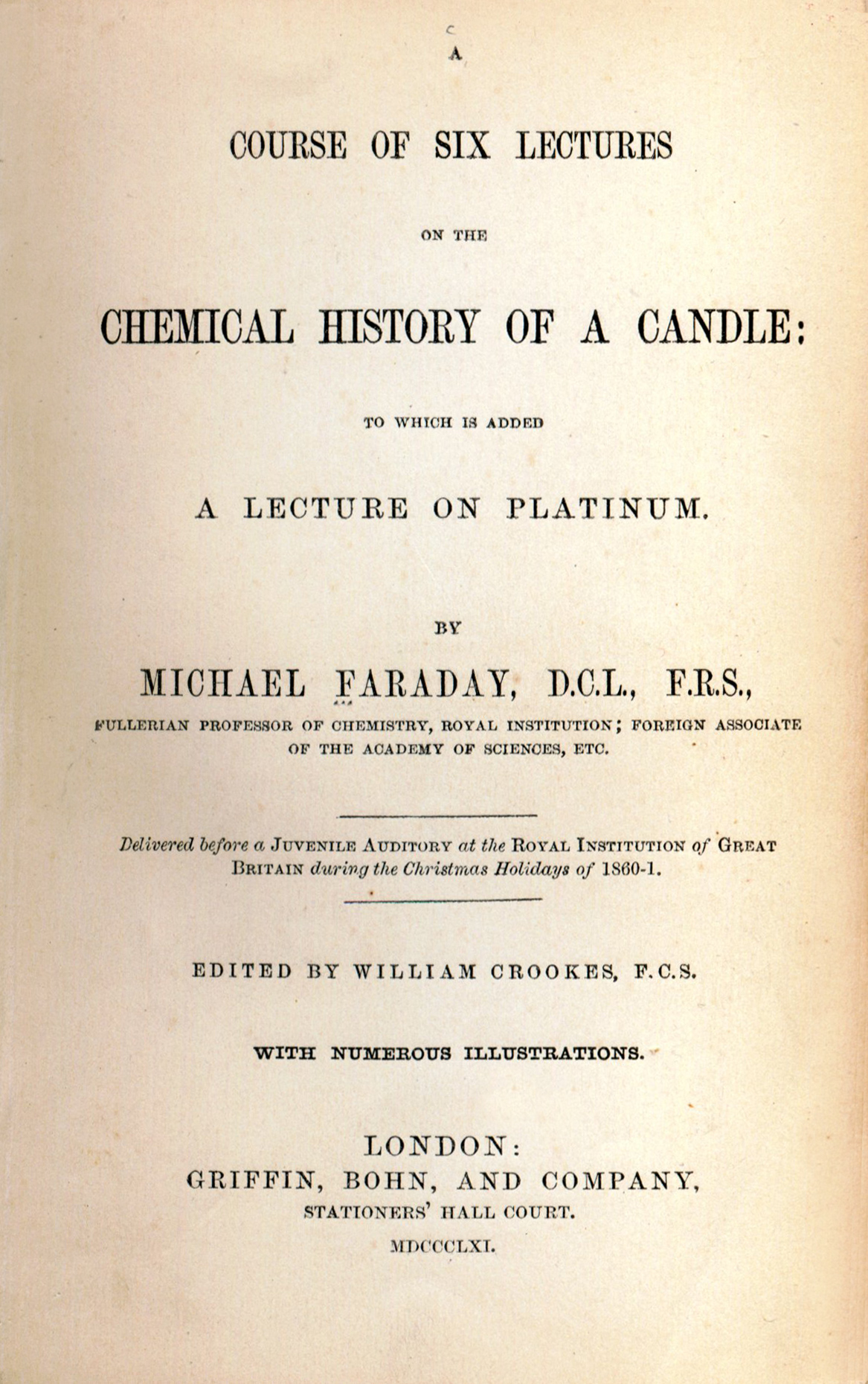
Istoria unei lumânări

Istoria unei lumânări (în engleză The Chemical History of a Candle) este titlul unei povestiri de Crăciun a lui Michael Faraday în anul 1860. Ea explică fenomenele fizice și chimice de bază care au loc în timpul procesului de ardere al unei lumânări. Povestirea este publicată în anul următor sub forma unei cărți, ea este tradusă în mai multe limbi, fiind considerată ca una dintre cele mai renumite cărți științifice expuse într-un limbaj popular.

## Publicație originală
- A Course of Six Lectures on the Chemical History of a Candle: To Which is Added a Lecture on Platinum. Harper & Brothers, New York 1861, Online.